# Mirau-Interferometer

Abb. 1: Strahlengang eines Mirau-Objektivs: (1) Objektiv, (2) teildurchlässiger Spiegel, (3) Objekt, (4) Referenzspiegel

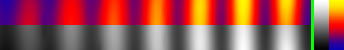
Abb. 2: Mirau-Interferenz auf einem Planspiegel. Unten: Original. Oben: Falschfarbendarstellung

Abb. 3: Intensitätsverteilung zu Abb. 2. Die rote Linie markiert die Fokusposition.

Abb. 4: Weißlichtinterferenz: (1) Einhüllende, (2) elektrisches Feld, (3) Intensität

Ein Mirau-Interferometer oder Mirau-Objektiv ist ein Weißlichtinterferometer, das aus einem Mikroskopobjektiv, einem halbdurchlässigen Spiegel und einem Referenzspiegel besteht. Es wird meist zur optischen Vermessung und Klassifizierung von spiegelnden Oberflächen eingesetzt. Es wurde am 30. März 1949 von dem französischen Optiker André Henri Mirau erstmalig in Frankreich zum Patent angemeldet.

## Prinzip
Abbildung 1 zeigt den Strahlengang eines Mirau-Objektives. Das Objektiv wird in der Auflichtmikroskopie eingesetzt. Die Beleuchtung des Objektes erfolgt dabei durch das Objektiv hindurch. Dadurch sind der Beleuchtungs- und Beobachtungsstrahlengang im Objektiv gleich. Das weiße Licht der nicht dargestellten Lichtquelle, das in der Abbildung von oben durch das Objektiv (1) einfällt, trifft zunächst auf den halbdurchlässigen Spiegel (2). Ein Teil des Lichtes tritt bei (5) hindurch und wird vom Objekt (3) bei (7) gespiegelt. Der andere Teil des Lichtes nimmt von (5) den Weg zum Referenzspiegel (4) und wird von dort wieder zum halbdurchlässigen Spiegel (2) reflektiert.
Bei (6) vereinigen sich schließlich der Objektstrahl und der Referenzstrahl und gelangen als Überlagerung zurück ins Objektiv. Das Objektiv bildet diese Überlagerung als Interferenz in das zur Beobachtung eingesetzte Okular oder eine Kamera ab.
Voraussetzung für die Beobachtung von Interferenzerscheinungen ist, dass sich die optischen Weglängen der Lichtwege (5-4-6) und (5-7-6) maximal um die Kohärenzlänge des zur Beleuchtung verwendeten Weißlichtes unterscheiden. Zur Funktion ist es also notwendig, dass sich der teildurchlässige Spiegel (2) in der halben Fokusentfernung vor dem Objektiv befindet und das Objekt fokussiert ist.

## Effekte
Beobachtet man mit einem Mirau-Objektiv einen zur optischen Achse leicht gekippten Spiegel (Abb. 2), zeigen sich um die Fokusebene herum parallele Interferenzstreifen, die in der Fokusebene am kontrastreichsten sind und zu den Seiten immer schwächer moduliert werden. Abbildung 3 zeigt zur Verdeutlichung den Intensitätsverlauf entlang der horizontalen Achse.
Dieses Bild wird leichter verständlich, wenn man nur einen einzelnen Punkt des Spiegels betrachtet und den Spiegel langsam durch die Fokusebene schiebt. Der theoretische Intensitätsverlauf an diesem Punkt entspricht dann der blauen Kurve (3) in Abb. 4.

## Anwendungen

Abb. 5: Originalkonstruktion eines portablen Interferometers von Mirau: (P) Probe, (6) Tubus, (8) Okular, (12) Interferometer, (13) Stellschraube für Referenzspiegel

Ein Mirau-Interferometer kann zu verschiedenen Zwecken eingesetzt werden. 

### Ebenheitsprüfung
Mirau entwarf das System zunächst für den mobilen Einsatz wie die Abb. 5 aus seiner Patentschrift belegt. Durch die Interferenzstreifen auf der Probenoberfläche ist visuell eine sehr einfache aber genaue Ebenheitsprüfung möglich: Laufen die Streifen parallel durch das Bild, ist die Probe eben, sind sie gekrümmt, ist sie uneben. Das Verfahren wird bevorzugt auf metallischen Oberflächen und bei optischen Komponenten angewandt.

### Profilmessung
Um mit einem Mirau-Interferometer ein dreidimensionales Profil einer Oberfläche zu vermessen, beobachtet man einen Punkt der Probe während man sie entlang der optischen Achse definiert durch den Fokus schiebt. Die Helligkeit wechselt entsprechend der blauen Kurve (3) aus Abb. 4 mehrmals von hell nach dunkel und zurück. Die genaue Lage der Oberfläche fällt mit dem Maximum der einhüllenden Kurve (1) zusammen. Misst man den Helligkeitsverlauf der Interferenz über der Fokusposition und passt ein mathematisches Modell der Funktion – beispielsweise mit der Methode der kleinsten Fehlerquadrate – in die Messwerte ein, lässt sich die Höhe dieses Oberflächenpunktes sehr präzise auf weniger als ein Hundertstel der mittleren Wellenlänge lokalisieren. Bei sichtbarem Licht mit einer mittleren Wellenlänge von rund 500 Nanometer sind das somit weniger als 5 Nanometer. 